# フェリーチェ・デッラ・ローヴェレ
フェリーチェ・デッラ・ローヴェレ（Felice della Rovere、1483年頃 - 1536年9月27日）は、ローマ教皇ユリウス2世の庶出の娘で、イタリア・ルネサンスにおいて最も権勢を誇った女性の1人。マドンナ・フェリーチェ（Madonna Felice）と呼ばれた。教皇を父に持つ彼女は、ジャン・ジョルダーノ・オルシーニとの政略結婚などによって莫大な富を獲得し、教皇庁に対して陰に陽に支配力をおよぼした。特に、ユリウス2世とフランス王妃との紛争を調停したことは有名である。

## 生涯
フェリーチェの母親はルクレツィア・ノルマンニといい、ローマの旧家の出であった。ユリウス2世はルクレツィアをデッラ・ローヴェレ家の家宰ベルナルド・デ・クピスと結婚させた。この結婚で生まれたフェリーチェの異父弟ジョヴァンニ・ドメニコ・デ・クピスは、後にレオ10世によって枢機卿に任じられている。フェリーチェは14歳で最初の結婚をしたもののすぐに寡婦となったといわれるが、この事実を立証する史料はごくわずかである。研究者C・マーフィーによると、フェリーチェは「男子が受け持つべき親族枢機卿としての役割を心得ており」、事実上はこの役割を果たしていた。
ユリウス2世は以前から娘フェリーチェのために政略結婚を画策していたが、彼女が23歳で父の承諾なしに20歳以上年上のジャン・ジョルダーノ・オルシーニと結婚した時、娘の結婚式には参列しなかった。後世になって、財政記録や2次史料、そしてオルシーニ家の古文書で見つかったフェリーチェの交わした書簡などから、フェリーチェが父ユリウス2世のみならず、メディチ家出身のレオ10世とクレメンス7世、オランダ人のハドリアヌス6世といった後継教皇たちに対してもかなりの影響力を持っていたことが分かってきた。
結婚後しばらくすると、フェリーチェは父に9000ドゥカート相当の贈り物をして和解した。財産を作るためにフェリーチェはパロに城を購入し、その地で小麦を生産、バチカンなどに輸出して大きな経済的利益を上げた。夫ジャン・ジョルダーノとの間には5人の子供が生まれジュリア（1507年）、ジュリオ（1508年）、フランチェスコ（1512年）、ジローラモ（1513年）、クラリーチェ（1514年）と名付けられた。
1517年に夫が死ぬと、未亡人となったフェリーチェは膨大なオルシーニ家の財産の管理権を手にした。フェリーチェとオルシーニとの結婚契約書によれば、夫婦の間に息子が生まれても、オルシーニが先妻との間にもうけていたナポレオーネをはじめとする息子たちが優先的に財産を相続することが取り決められていた。フェリーチェはフランチェスコとジローラモという2人の息子を生んでいたが（実質的な長男ジュリオは早世）、自分の次男をオルシーニ家の相続人に選んだことは結婚契約に違反しており、先妻の長男ナポレオーネとの対立は決定的となった。また幼少期に死んだ2人の娘ジュリアとクラリーチェにも亡夫の遺産の3分の1を与えている。1527年のローマ略奪の後、実子ジローラモと継子ナポレオーネの跡目争いはますます激しくなっていった。
フェリーチェは後にアントネッロ・ディ・サンセヴェリーノと再婚した。アントネッロは亡命中のサレルノ公で、ウルビーノ公国の国主グイドバルド・ダ・モンテフェルトロの甥だった。彼女の血統はスフォルツァ家、ボルゲーゼ家、ボンカンパーニ＝ルドヴィージ家などに受け継がれた。